# Шостак Давид Зельманович
Давид Зельманович Шо́стак (нар. 6 липня 1923, Київ — пом. 2010) — український живописець, заслужений художник УРСР з 1977 року, член Спілки художників УРСР.

## Життєпис
Народився 6 липня 1923 року у Києві. 1952 року закінчив Київський художній інститут (навчався у Олексія Шовкуненка, Костянтина Єлеви, Володимира Костецького, Георгія Меліхова, Тетяни Яблонської, Віктора Пузирькова).
Жив у Києві в будинку на вулиці Кониського, 81, квартира 9. Помер у 2010 році.

## Творчість
Працював в галузі станкового живопису. Майстер тематичних картин, портретів, пейзажів і натюрмортів. Серед робіт:
- «Проба сталі» (1951, у співавторстві з Віктором Бабенцовим; Національний художній музей України)[1].
- «Волзькі рибалки» (1956);
- «Спортсменки» (1961);
- «Доменщики» (1962);
- «З далекої Росії. Карл Маркс і Герман Лопатін» (1963);
- «Від російського народу. Відкриття А. В. Луначарським пам'ятника Т. Г. Шевченкові в Петрограді. 1919 рік» (1963—1964);
- «У київському підпіллі» (Герой Радянського Союзу Володимир Кудряшов та П. Міронічев) (1964—1965);
- «Київ. 1917 рік» (1967);
- «Посвячення в арсенальці» (1969);
- «Портрет О. Артамонова» (1970);
- «Портрет народного художника СРСР М. Г. Дерегуса» (1972);
- «Робітнича династія» (1970—1974);
- «Портрет Г. Кальченко» (1974);
- груповий портрет «Товариші по зброї». («Осінь 41-го. Воронеж. О. Корнійчук, В. Василевська, М. Бажан, Л. Первомайський, О. Твардовський, К. Крапива, О. Довженко, П. Бровка, Є. Долматовський» (1982);
- «Олександр Довженко» (1981—1984);
- «Портрет льотчика» (1984);
- «Микола Бажан» (1986);
- «Михайло Булгаков» (1988);
- «Мистецтво належить народові» (1990).

З 1951 року учасник міських, республіканських, всесоюзних і зарубіжних художніх виставок.
Твори художника представлені в Національному художньому музеї України, Національному музеї історії України, в музейних, галерейних і приватних колекціях в Україні та за її межами.